# Entychides aurantiacus
Entychides aurantiacus är en spindelart som beskrevs av Simon 1888. Entychides aurantiacus ingår i släktet Entychides och familjen Cyrtaucheniidae. Inga underarter finns listade i Catalogue of Life.